# Myosorex gnoskei
Myosorex gnoskei és un mamífer de la família dels sorícids endèmic de Malawi, a l'Àfrica oriental. És una de les espècies més petites del gènere Myosorex, només Myosorex schalleri té una mida més reduïda.

## Distribució
Viu a l'est d'Àfrica, a la part septentrional de Malawi. És el primer representant del gènere Myosorex que es troba en aquest país. Fou descobert el 2008 a una altitud de 2.285 msnm en plantacions de pins a prop del Parc Nacional Nyika. El descobriment fou tota una sorpresa pels investigadors (Peterhans, Hutterer, Caliban i Mazibuko), car no s'esperaven descobrir un Myosorex a la zona del Rift Africà Oriental.